# 캐나다연합교회
캐나다연합교회(영어: United Church of Canada)는 1925년 캐나다의 감리교회, 장로교회, 회중교회를 통합한 연합교회이다. 세계교회협의회(WCC,World Council of Churches), 세계개혁교회협의회(World Communion of Reformed Churches)와 세계감리교협의회(World Methodist Council)의 회원교단이다.